# سيلينة ملونة
السيلينة الملونة  (باللاتينية: Silene colorata) نوع نباتي يتبع جنس السيلينة من الفصيلة القرنفلية.

## الموئل والانتشار
موطنها بلاد الشام ومصر والمغرب العربي ومعظم مناطق حوض المتوسط.

## مرادفات للاسم العلمي
- (باللاتينية: Silene ambigua Cambess.)
- (باللاتينية: Silene decumbens Biv.)
- (باللاتينية: Silene benoistii Maire)
- (باللاتينية: Silene bipartita Desf.)
- (باللاتينية: Silene canescens Ten.)
- (باللاتينية: Silene distachya Brot.)
- (باللاتينية: Silene colorata subsp. canescens (Ten.) Cif. & Giacom.)
- (باللاتينية: Silene colorata subsp. decumbens (Biv.) Holmboe)
- (باللاتينية: Silene colorata subsp. pubicalycina (Fenzl) Maire)
- (باللاتينية: Silene colorata subsp. trichocalycina (Fenzl) Maire)
- (باللاتينية: Silene vespertina var. tricocalycina Fenzl)